# Šljivovac (Aerodrom)
Pour les articles homonymes, voir Šljivovac.
Šljivovac (en serbe cyrillique : Шљивовац) est un village de Serbie situé dans la municipalité d’Aerodrom (Kragujevac), district de Šumadija. Au recensement de 2011, il comptait 415 habitants.

## Démographie
| 1948 | 1953 | 1961 | 1971 | 1981 | 1991 | 2002 | 2011 |
| ---- | ---- | ---- | ---- | ---- | ---- | ---- | ---- |
| 886  | 859  | 813  | 670  | 634  | 567  | 493  | 415  |

|  |